# Michiel Hoogeveen
M.P. (Michiel) Hoogeveen (Leiden, 6 juli 1989) is een Nederlands politicus. Hij was van 2021 tot 2024 lid van het Europees Parlement en van 2019 tot 2021 lid van de Provinciale Staten van Zuid-Holland. Sinds eind 2020 is hij lid van politieke partij JA21, daarvoor van Forum voor Democratie (FVD).

## Loopbaan
Hoogeveen groeide op in Leiden en doorliep het Bonaventura College. Vervolgens ging hij naar De Haagse Hogeschool, waar hij in 2011 zijn Bachelor of Business Administration behaalde, en hij studeerde tot 2013 politicologie aan de Vrije Universiteit Amsterdam. Zijn scriptie ging over de economische relatie tussen beide Korea's.
Hoogeveen was werkzaam bij enkele banken en deed tegelijkertijd als freelancer onderzoek naar Noord-Korea. Tussen 2014 en 2017 bezocht hij het land driemaal. In 2016 noemde hij in een opinieartikel het beleid van het Westen en de Verenigde Naties tegen het Noord-Koreaanse kernwapenprogramma falend. Hij beschreef dat afkeuringen en sancties na kernproeven geen effect hadden en stelde zelf een diplomatieke dialoog met het land voor. In 2018 schreef Hoogeveen een boek getiteld Het kluizenaarskoninkrijk: Over de opkomst en toekomst van Noord-Korea. Hij vertelde dat het boek de stormvloed aan desinformatie moest doorbreken. Volgens een recensie in Trends slaagde hij erin "een genuanceerd beeld van de Noord-Koreaanse kwestie te schetsen, zonder de dictatuur van Kim Jong-un te vergoelijken". Hoogeveen was ook een tijd lid van het bestuur van Pugwash Nederland, een organisatie die de dialoog over massavernietigingswapens initieert.

## Politiek
In 2016 sloot hij zich aan bij Forum voor Democratie (FVD) na het bijwonen van een speech van partijleider Thierry Baudet. Hoogeveen nam deel aan de Provinciale Statenverkiezingen in maart 2019 als de negende kandidaat van de partij in Zuid-Holland en werd verkozen tot de Provinciale Staten van Zuid-Holland. Twee maanden later stond hij op nummer vijf op de kandidatenlijst van FVD bij de Europese verkiezingen. Hij zegde zijn baan als risicoadviseur bij KPMG op om aan de campagne mee te werken. Hoogeveen, die voorstander is van een nexit, vertelde dat Europees denken ten kosten gaat van de Nederlandse identiteit. Later verduidelijkte hij zijn positie en verklaarde hij voorstander te zijn van een hervorming van de EU en de Eurozone. Hij ontving uiteindelijk 9521 voorkeurstemmen, maar de drie zetels van FVD waren niet voldoende voor Hoogeveen om verkozen te worden. Na de verkiezingen werd hij persvoorlichter en politiek adviseur van de nieuwe Europarlementariërs Derk Jan Eppink, Rob Roos en Rob Rooken.
In november 2020 brak een crisis uit binnen Forum voor Democratie als gevolg van een artikel in Het Parool over de aanwezigheid van antisemitisch, nazistisch en homofoob gedachtegoed binnen de jongerenorganisatie van de partij. Vervolgens werd een interne verkiezing gehouden om de toekomst van Baudet te bepalen. Hoogeveen riep leden op om tegen hem te stemmen. Toen Baudet in december de steun van de meerderheid van de stemmen had gekregen, verliet Hoogeveen Forum voor Democratie. Hij besloot zijn zetel te houden, net als vier anderen leden van de FVD-fractie van de Provinciale Staten van Zuid-Holland. Later sloot hij zich aan bij de uit het conflict ontstane partij JA21. Hij behield zijn positie als persvoorlichter en politiek adviseur, omdat Eppink, Roos en Rooken hetzelfde deden.
Hoogeveen was de negende kandidaat van JA21 bij de Tweede Kamerverkiezingen van 2021, maar hij werd niet verkozen vanwege het verkiezingsresultaat van drie zetels. Persoonlijk ontving hij 337 voorkeurstemmen. Derk Jan Eppink werd bij de verkiezingen verkozen, waardoor er een zetel in het Europees Parlement voor Hoogeveen beschikbaar kwam. Hij werd op 15 april 2021 als lid van de Europese Conservatieven en Hervormers geïnstalleerd en verliet een maand later de Provinciale Staten. Hoogeveen werd de woordvoerder van JA21 op het gebied van economische en monetaire zaken, internationale handel en gendergelijkheid en hij was lid van de volgende commissies en delegaties:
- Commissie economische en monetaire zaken (ondervoorzitter vanaf mei 2021, lid vanaf april 2021)
- Delegatie voor de betrekkingen met de Verenigde Staten (lid vanaf april 2021)
- Commissie internationale handel (plaatsvervangend lid vanaf april 2021)
- Delegatie voor de betrekkingen met het Koreaanse schiereiland (plaatsvervangend lid vanaf april 2021)
- Commissie vrouwenrechten en gendergelijkheid (plaatsvervangend lid vanaf april 2021)

In 2022, in tijden van hoge inflatie, gaf hij hoge overheidsuitgaven en monetair beleid de schuld hiervan. Als rapporteur vertegenwoordigde hij het Europees Parlement bij de wetgeving over een hervorming van Europese langetermijnbeleggingsinstellingen en bij de introductie van instantbetalingen in de Europese Unie. Hij werd schaduwrapporteur voor een voorstel van de Europese Commissie om een digitale euro in te voeren. Hoogeveen was tegen dit laatste voorstel en noemde de digitale euro "een oplossing op zoek naar een probleem". Volgens hem zou het verwarring kunnen veroorzaken, wat het vertrouwen in het financiële systeem zou schaden, en hij was bezorgd over een mogelijke bankrun. Daarnaast bleef Hoogeveen de Westerse aanpak omtrent Noord-Korea bekritiseren; volgens hem kan denuclearisatie niet bereikt worden door dit te eisen. In plaats daarvan stelde hij voor om diplomatieke relaties te normaliseren zodat het land zich veilig genoeg zou voelen om zijn defensie in te perken.
Na het vertrek van Roos en Rooken uit JA21 in september 2023, werd hij als enig overgebleven JA21-Europarlementariër delegatieleider van die partij. Hij was lijsttrekker bij de Europese verkiezingen van 6 juni 2024. JA21 haalde echter geen zetels, waardoor Hoogeveen het Europarlement moest verlaten.

## Publicatie
- Het kluizenaarskoninkrijk, Uitgeverij De Blauwe Tijger (2018).